# 259P/Garradd
Pour les articles homonymes, voir Comète Garradd.
La comète Garradd, officiellement 259P/Garradd, est une comète périodique du système solaire, découverte le 2 septembre 2008 par Gordon J. Garradd.